# Battle Creek (Fernsehserie)
Battle Creek ist eine US-amerikanische Fernsehserie von David Shore und Vince Gilligan, welche am 1. März 2015 ihre Premiere beim Sender CBS feierte. Die Serie besteht aus 13 Folgen in einer Staffel, der ausstrahlende Sender sah aufgrund schwacher Quoten von einer Fortsetzung ab.
Im deutschsprachigen Raum wurde die Serie seit 20. August 2015 beim Sender RTL Crime gezeigt. Eine FreeTV-Ausstrahlung erfolgt ab 18. April 2016 beim Sender VOX, jeweils in Doppelfolgen.

## Inhalt
Der FBI-Agent Milton Chamberlain wird in die Kleinstadt Battle Creek, Michigan versetzt und muss dort mit seinem neuen Partner, dem einheimischen Detective Russ Agnew, vorliebnehmen. Während ihre unterschiedlichen Charaktere für Reibung sorgen, sind sie gezwungen, mit den begrenzten Mitteln und schlechter Ausrüstung der örtlichen Polizei, Verbrechen zu lösen.

## Darsteller und Synchronisation
Die deutschsprachige Synchronisation der Serie, entsteht bei der VSI Synchron GmbH, Berlin unter Dialogregie von Heike Kospach.

### Hauptdarsteller
| Schauspieler                   | Charakter                        | Synchronsprecher   |
| ------------------------------ | -------------------------------- | ------------------ |
| Josh Duhamel                   | Special Agent Milton Chamberlain | Dennis Schmidt-Foß |
| Dean Winters                   | Detective Russ Agnew             | Peter Flechtner    |
| Aubrey Dollar                  | Office Manager Holly Dale        | Julia Kaufmann     |
| Edward „Grapevine“ Fordham Jr. | Detective Aaron Funkhauser       | Matti Klemm        |
| Kal Penn                       | Detective Fontanelle White       | Markus Pfeiffer    |
| Janet McTeer                   | Commander Guziewicz              | Katrin Zimmermann  |

### Nebendarsteller
| Schauspieler   | Charakter                             | Synchronsprecher |
| -------------- | ------------------------------------- | ---------------- |
| Liza Lapira    | Erin Jacocks                          | Ursula Hugo      |
| Damon Herriman | Detective Niblet                      | Stefan Krause    |
| Meredith Eaton | Gerichtsmedizinerin Meredith Oberling | Dorette Hugo     |

### Gastdarsteller
| Schauspieler        | Charakter                   | Synchronsprecher | Folge |
| ------------------- | --------------------------- | ---------------- | ----- |
| Patton Oswalt       | Bürgermeister Scooter Hardy | Jens Wawrczeck   | 1.06  |
| Peter Jacobson      | Darrel Hardy                | Gerald Schaale   | 1.06  |
| Candice Bergen      | Constance Agnew             | Dagmar Dempe     | 1.07  |
| Dan Bakkedahl       | Barclay Spades              | Frank Röth       | 1.09  |
| Robert Sean Leonard | Brock                       | Robert Missler   | 1.13  |

## Veröffentlichung im deutschsprachigen Raum
Eine Veröffentlichung der kompletten Serie auf DVD, bezeichnet als Die komplette erste Season, ist am 3. Dezember 2015 bei Sony Pictures Home Entertainment erschienen.